# Etilen glikol dinitrat
Etilen glikol dinitrat, skraćeno EGDN i NGC, poznat i kao nitroglikol, je bezbojna, uljasta, eksplozivna tečnost dobijena nitrovanjem etilen glikola. Sličan je nitroglicerinu i po proizvodnji i po svojstvima, iako je isparljiviji i manje viskozan. Za razliku od nitroglicerina, hemikalija ima savršen balans kiseonika, što znači da bi je njeno idealno egzotermno razlaganje u potpunosti pretvorilo u niskoenergetski ugljen-dioksid, vodu i gas azota, bez viška neizreagovanih supstanci, bez potrebe da reaguje sa bilo čim drugim.
Etilen glikol dinitrat je takođe i organsko jedinjenje, koje sadrži 2 atoma ugljenika i ima molekulsku masu od 152,063 .

## Istorija i proizvodnja
Čisti EGDN je prvi proizveo belgijski hemičar Luis Henri (1834–1913) 1870. godine kapanjem male količine etilen glikola u smešu azotne i sumporne kiseline ohlađenu na 0 °C (32 °F; 273 K). Prethodne godine, Avgust Kekule je proizveo EGDN nitracijom etilena, ali je on zapravo bio kontaminiran beta-nitroetil nitratom.
Ostali istraživači koji su pripremali NGC pre objavljivanja Rinkenbahovog dela 1926. uključivali su: Šampion (1871), Nef (1899) i Viland i Sakelarios (1920), Dautriš, Hof i Ome.
Američki hemičar Vilijam Henri Rinkenbah (1894–1965) pripremio je EGDN nitriranjem prečišćenog glikola dobijenog frakcionisanjem komercijalnog proizvoda pod pritiskom od 40 mm Hg i na temperaturi od 120 °C (248 °F; 393 K). Za ovo je 20 g srednje frakcije prečišćenog glikola postepeno dodavano u smešu od 70 g azotne kiseline i 130 g sumporne kiseline, održavajući temperaturu na 23 °C (73 °F; 296 K). Dobijenih 49 g sirovog proizvoda je isprano sa 300 ml vode da bi se dobilo 39,6 g prečišćenog proizvoda. Tako dobijen nizak prinos mogao bi se poboljšati održavanjem niže temperature i upotrebom različite smeše nitrirajućih kiselina.
1) Direktna nitracija glikola se vrši na potpuno isti način, sa istim aparatom, i sa istim mešanim kiselinama kao nitracija glicerina. U ispitivanju nitracije anhidrovanog glikola (100g) sa 625g mešane kiseline HNO
3 40% & H
2SO
4 60% na 10—12 °C (50—54 °F; 283—285 K), prinos je bio 222 g i pao je na 218 g kada je temperatura podignuta na 29—30 °C (84—86 °F; 302—303 K). Kada se 500 g mešane kiseline HNO
3 50% & H
2SO
4 50% je korišćeno na 10—12 °C (50—54 °F; 283—285 K), prinos je povećan na 229 g. U komercijalnoj nitraciji, prinosi dobijeni od 100 kg anhidrovanog glikola i 625 kg mešane kiseline koja sadrži HNO
3 41%, H
2SO
4 58% & voda 1% su bili 222,2 kg NGc na temperaturi nitriranja od 10—12 °C (50—54 °F; 283—285 K) i samo 218,3 kg na 29—30 °C (84—86 °F; 302—303 K). To znači 90,6% teorije, u poređenju sa 93,6% sa NG.
C2H4(OH)2 + 2 HNO3 → C2H4(ONO2)2 + 2 H2O
ili kroz reakciju etilen oksida i azot pentoksida:
C2H4O + N2O5 → C2H4(ONO2)2
2)  Direktna proizvodnja NGc iz gasovitog etilena.
3)  Priprema NGc iz etilen oksida.
4)  Priprema NGc metodom Messinga od etilena preko hlorohidrina i etilen oksida.
5)  Priprema NGc po DuPont metodi.

## Svojstva

### Fizička svojstva
Etilen glikol dinitrat je bezbojna isparljiva tečnost kada je u čistom stanju, ali je žućkasta kada je nečist.
Molarna težina 152,07, N 18,42%, OB do CO2 0%, OB do CO +21%; bezbojna isparljiva tečnost u čistom stanju; žućkasta tečnost u sirovom stanju; sp gr 1,488 na 20/4° ili 1,480 na 25°; n_D 1,4452 na 25° ili 1,4472 na 20°; tačka smrzavanja -22,75° (nasuprot +13,1° za NG); zamrznuta tačka data u je -22,3°; tačka ključanja 199° na 760 mm Hg (sa razlaganjem).
Brizantnost kompresijom olovnog bloka (Hess crusher test) je 30,0 mm, naspram 18,5 mm za NG i 16 mm za TNT (obmanjujuće, treba dati tačnu gustinu i masu eksploziva (25 ili 50 g). Brizantnost sa testom peska, utvrđen u mešavine sa 40% kizelgura, dale su za mešavine NGc nešto veće rezultate nego kod onih koje sadrže NG.
- Providna uljasta isparljiva tečnost.
- Gustina supstance na 20 °C (68 °F; 293 K) je 1,489 g / cm³,
- Temperatura očvršćavanja je −21,7 °C (−7,1 °F; 251,5 K).
- Niska higroskopna supstanca
- Rastvorljiv u etanolu, metanolu, dietil etru, nitrobenzenu, acetonu, nitroglicerinu i drugim rastvaračima.[8]
- Rastvorljivost u vodi 0,5% na 25 °C (77 °F; 298 K).
- Viskozitet na 20 °C — 0,421 sPa / s .
- Isparljivost je mnogo veća od one kod nitroglicerina (2,2 mg/(cm²·h) — 20 puta više (prema drugim podacima — 8 puta i 13 puta prema Štetbaheru).
- t pl. −22,5 °C (−8,5 °F; 250,7 K)
- t kip. 197,5 °C (387,5 °F; 470,6 K)[9]
- slatki ukus[10]

Isparljivost je mnogo veća od one kod nitroglicerina. Koloksilin se lako želatinizuje na normalnoj temperaturi.

### Hemijska svojstva
Kada se etilen glikol dinitrat brzo zagreje na 215 °C (419 °F; 488 K), eksplodira; ovome prethodi delimična razgradnja slična onoj kod nitroglicerina. EGDN ima nešto većy brizantnost od nitroglicerina.
Etilen glikol dinitrat burno reaguje sa kalijum hidroksidom, dajući etilen glikol i kalijum nitrat:
C2H2(ONO2)2 + 2 KOH → C2H2(OH)2 + 2 KNO3

## Osetljivost na spoljašnje uticaje

### Pre zagrevanja:
Pažljivim zagrevanjem malih količina EGDN-a moguće ga je ispariti bez eksplozije ili bljeska. Na metalnoj ploči, EGDN, brzo zagrejan, zapali se laganom eksplozijom. Na temperaturi do 150 °C (302 °F; 423 K), EGDN emituje žute pare — okside azota. Kada se zagreje na 170 °C (338 °F; 443 K), u malim količinama, nitroglikol se brzo raspada uz blagi bljesak, u velikim količinama eksplodira.

### Do udara:
~20 cm (od 7 do 10 cm) za opterećenje od 2 kg (nitroglicerin — 4 cm, TEN — 17 cm).
| Eksplozivno   | Pada težina (mg) | Težina padajućeg tereta (kg) | Visina pada (cm) | Broj pogodaka  | Procenat eksplozija |
| ------------- | ---------------- | ---------------------------- | ---------------- | -------------- | ------------------- |
| Nitroglicol   | 25               | 1                            | 20, 45, 50, 100  | 20, 50, 20, 50 | 5, 52, 60, 96       |
| Nitroglicerin | 34               | 0,5                          | 50, 65, 100      | 30, 100, 50    | 24, 52, 86          |

### Hemijska otpornost:
EGDN je stabilniji od nitroglicerina. Na temperaturi od 72 °C (162 °F; 345 K) izdržava Abelov test sat vremena (NGC 10-15 minuta). Na prvi pogled, niža stabilnost EGDN-a se objašnjava malom disocijacijom njegovih para.

## Svojstva detonacije
EGDN detonira lakše od nitroglicerina. Njegova ekspanzija u Trautzl bombi, u poređenju sa drugim homolognim etrima, predstavljena je u nastavku:
| Kapsule sa GR | EGDN           | Nitroglicerin  | Metil nitrat   |
| ------------- | -------------- | -------------- | -------------- |
| №1 (0,3 g.)   | 465 ml (71 %)  | 190 ml (32 %)  | 520 ml (84 %)  |
| №3 (0,54 r.)  | -              | 225 ml (38 %)  | -              |
| №6 (1,0 g.)   | -              | 460 ml (78 %)  | -              |
| №8 (2,0 g.)   | 650 ml (100 %) | 590 ml (100 %) | 620 ml (100 %) |

Tabela pokazuje da EGDN detonira lakše i potpunije čak i u najmanjoj kapsuli. Ovo je verovatno zbog nižeg viskoziteta. Velika brzina detonacije je moguća sa prečnikom punjenja većim od 2,7 mm.

### Sposobnost detonacije
- Toplota eksplozije: 6,8 MJ/kg.
- Tačka paljenja: 195–200°, 215°.
- Toplota formiranja: -358,2 kcal/kg.
- Entalpija formiranja: -381,6 kcal/kg.
- Toplotni kapacitet: 0,4 cal/g.
- Temperatura eksplozije: 4503 K (oko 4230 °C).
- Brzina detonacije: 7200 m/s. Prema drugim podacima, 8300 m/c je u čeličnoj cevi prečnika 35 mm. Može detonirati u režimu male brzine (1500-2000 m/s).
- Brisance: 129% (61,9 g peska) TNT-a (test peska), prema Hesu 115% (18,9 mm) TNT-a.
- Eksplozivnost u Pb-bloku: EGDN ima veoma visoku efikasnost: 620 ml sa peskom za fugiranje (650 ml sa fugiranjem vodom).
- Efikasnost u balističkom malteru: 127-137% TNT-a.
- Zapremina produkata eksplozije: 737 l/kg ( NGC 713 l/kg, tol 730 l/kg).
- Kritični prečnik: 2 mm, a detonacija je male brzine i ne širi se više od 100 prečnika (20 cm)[9]

## Prednosti i nedostaci

### Prednosti
- Jednostavna tehnologija proizvodnje
- Ne zahteva skupe materijale za sintezu
- Velika eksplozivna snaga
- Niska osetljivost (u poređenju sa nitroglicerinom) na spoljašnje faktore

### Nedostaci
- Isparljiva supstanca
- Veoma toksična supstanca
- Najefikasniji u tečnom stanju[13]

## Osobine
| Osobina                  | Vrednost |
| ------------------------ | -------- |
| Broj akceptora vodonika  | 6        |
| Broj donora vodonika     | 0        |
| Broj rotacionih veza     | 5        |
| Particioni koeficijent ( | 3,9      |
| Rastvorljivost (logS, log(mol/L))       | -2,0     |
| Polarna površina (PSA, Å2)  | 110,1    |

## Ostalo
EGDN se koristio u proizvodnji eksploziva za snižavanje tačke smrzavanja nitroglicerina, kako bi se proizveo dinamit za upotrebu u hladnijem vremenu. Zbog svoje isparljivosti korišćen je kao detekcioni tag u nekim plastičnim eksplozivima, npr. Semteks, da bi se omogućilo pouzdanije otkrivanje eksploziva, sve do 1995. godine kada je zamenjen dimetildinitrobutanom. Znatno je stabilniji od gliceril trinitrata zbog nedostatka sekundarnih hidroksilnih grupa u prekursorskom poliolu.
Kao i drugi organski nitrati, etilen glikol dinitrat je vazodilatator.

## Testiranje proizvoda

### Metod 1.
Uzmite jednu kap EGDN i zapalite je šibicom. Ako kap gori slabim zelenkastim plamenom sa šištanjem, onda je to visokokvalitetan EGDN.

### Metod 2.
Stavite jednu kap EGDN na metalnu ploču i snažno udarite čekićem. Glasan zvuk eksplozije trebalo bi da vam na neko vreme zapuši uši. Ovo je pokazatelj visokokvalitetnog EGDN-a.
Za oba ova testa, veoma je važno koristiti 1 kap EGDN-a i držati baznu supstancu što dalje od mesta testiranja.

## Detekcija
Pare nitroglikola se detektuju spektrometrijom pokretljivosti jona korišćenjem jona hloridnog reagensa. Druga metoda detekcije je tečna hromatografija sa analizatorom toplotne energije ili gasna hromatografija sa detektorom za hvatanje elektrona.

## Toksičnost EGDN-a
Kod akutnog trovanja EGDN-om se oseća:
- Pulsirajuća glavobolja[18]
- Hipotenzija,
- Tahikardija, aritmija[19]
- Mučnina, povraćanje.
- Crvenilo lica, bol u stomaku[18]
- Slabost[20]
- Vrtoglavica
- Delirijum, depresija CNS-a[18]
- Iritacija kože[18]

Simptomi se možda neće pojaviti odmah, odnosno mogu biti odloženi.
Opisano je na desetine slučajeva iznenadne smrti mladih i zdravih radnika koji su dugo vremena bili izloženi EGDN i nitroglicerinu u proizvodnji eksploziva.
EGDN je isparljiviji od nitroglicerina i brže se apsorbuje kroz kožu.
Smrt obično nastupa 30-60 sati nakon prestanka uzimanja glikol dinitrata, u slučajevima angine pektoris i akutne srčane insuficijencije.
Kod radnika uključenih u proizvodnju EGDN utvrđeni su i drugi neurološki poremećaji: nesanica, bradikardija, depresija, nesvestica, koji ne zavise od vaskularne insuficijencije.
Postoji mišljenje da su pod uticajem EGDN-a poremećeni sinaptički procesi prenosa i razmene u srednjem delu mozga.
EGDN se lako apsorbuje kroz kožu. Apsorpcija je jedan od glavnih izvora trovanja EGDN-om. Laka apsorpcija čini EGDN uzrokom trovanja i smrti onih koji rade sa njim. Kod radnika koji su koristili zaštitne gumene rukavice na koži ruku je nađeno 0,1-1 mg EGDN-a.
Minimalna doza koja izaziva bol kod osobe kada se nanese na kožu je 18-35 ml 1% alkoholnog rastvora EGDN.
Ponovljeno trovanje dovodi do izražene tolerancije, a kratko odsustvo izlaganja može dovesti do iznenadne smrti.

## Prva pomoć prilikom trovanja EGDN-om
Supstanca može ući u telo udisanjem svog aerosola, kroz kožu i gutanjem.
Karakterističan znak trovanja EGDN-om je nenormalan pad krvnog pritiska kod žrtve.
Ako EGDN dospe u oči, treba ih odmah isprati sa dosta vode, povremeno podižući donji i gornji kapak, nakon čega se obratite lekaru. Kontaktna sočiva se ne mogu nositi kada radite sa EGDN. U slučaju kontakta sa kožom, operite kožu sapunom i vodom i potražite medicinsku pomoć.
Ako je EGDN dospeo na odeću, odeću treba odmah skinuti i kožu oprati vodom i sapunom. U slučaju da je neko udahnuo pare EGDN-a, treba ga odmah izvesti na svež vazduh, ako prestane disanje dati mu disanje usta na usta. Žrtvu treba zagrejati i odmah potražiti medicinsku pomoć. Postoje i drugi metodi opisani u literaturi. Pored navedenog, literatura predlaže da se žrtvi da 100 grama votke. Autori smatraju etil alkohol antidotom za EGDN.
U kartonima Međunarodne organizacije rada, u vezi sa trovanjem EGDN, navodi se da upotreba etil alkohola samo pogoršava kliničku sliku trovanja nitroglikolom.
U slučaju gutanja nitroglikola, potrebno je hitno konsultovati lekara, izazvati povraćanje žrtvi i isprati usta vodom.

## Literatura
- Clayden, Jonathan; Greeves, Nick; Warren, Stuart; Wothers, Peter (2001). Organic Chemistry (I изд.). Oxford University Press. ISBN 978-0-19-850346-0.
- Smith, Michael B.; March, Jerry (2007). Advanced Organic Chemistry: Reactions, Mechanisms, and Structure (6th изд.). New York: Wiley-Interscience. ISBN 0-471-72091-7.
- Katritzky A.R.; Pozharskii A.F. (2000). Handbook of Heterocyclic Chemistry (Second изд.). Academic Press. ISBN 0080429882.

## Spoljašnje veze
- WebBook page for ethylene glycol dinitrate
- CDC - NIOSH Pocket Guide to Chemical Hazards
- http://chemistry-chemists.com/N2_2013/P1/pirosprawka2012.pdf Архивирано на веб-сајту  (12. јул 2017)
- https://exploders.info/articles/0/33.html Архивирано на веб-сајту  (15. октобар 2016)
- https://exploders.info/books/14.html Архивирано на веб-сајту  (31. јул 2016)
- http://chemistry-chemists.com/N6_2011/P16/ChemistryAndChemists_6_2011-P16-5.html Архивирано на веб-сајту  (11. јул 2017)
- https://exploders.info/sprawka/90.html Архивирано на веб-сајту  (2. новембар 2016)
- http://pirochem.net/index.php?id1=3&category=azgotov-prim-vv&author=shtetbaher-a&book=1936 Архивирано на веб-сајту  (12. јул 2017)
- https://exploders.info/books/14.html Архивирано на веб-сајту  (31. јул 2016)
- https://exploders.info/books/18.html Архивирано на веб-сајту  (31. јул 2016)
- https://pubchem.ncbi.nlm.nih.gov/compound/Ethylene-glycol-dinitrate#section=First-Aid